# Sally Nyolo

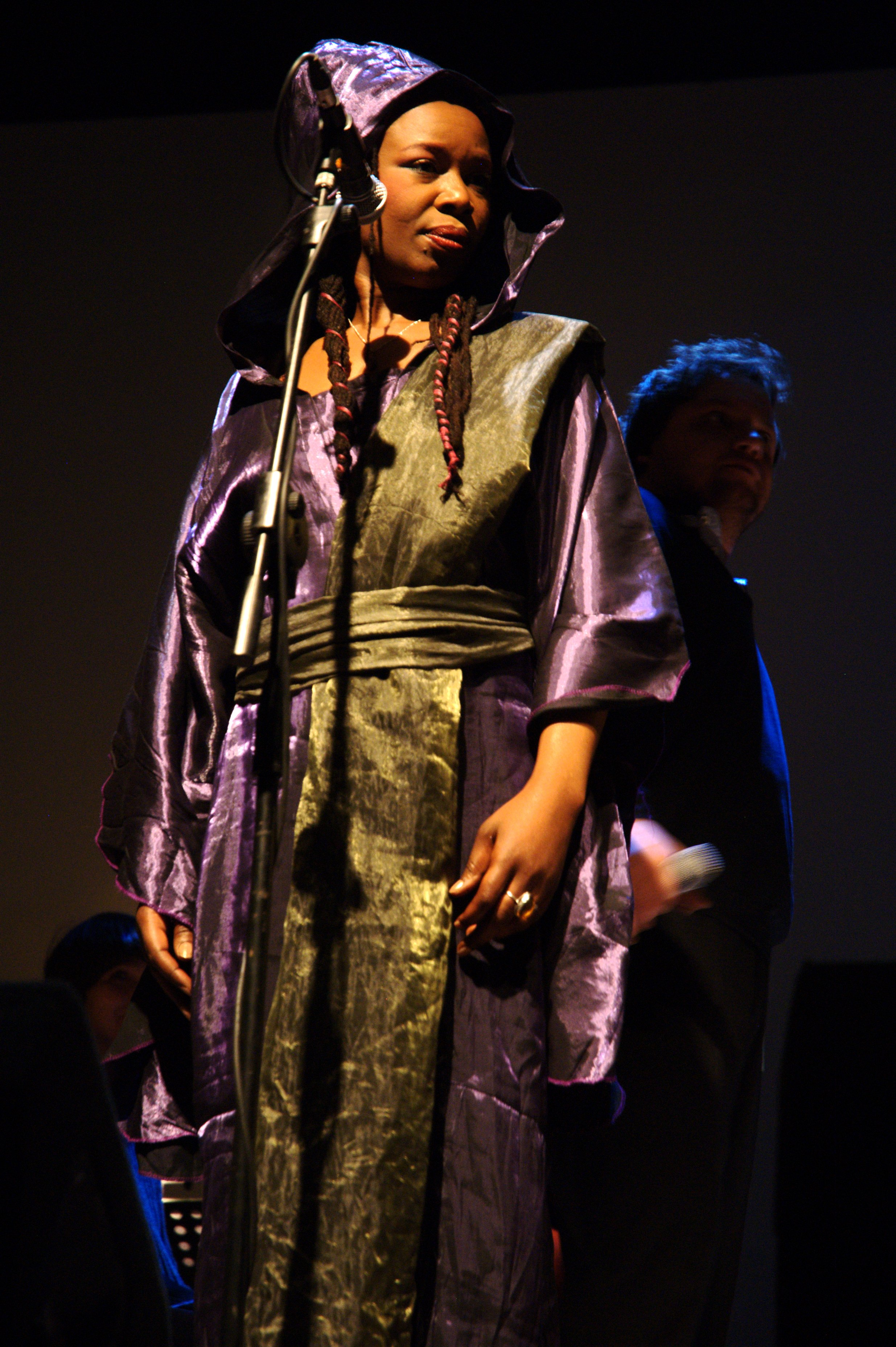
Sally Nyolo (2008)

Sally Soleïnie Nyolo (* 1963 in Eyen-Meyong, Lekié, Centre) ist eine kamerunische Sängerin, die als eine bedeutende Vertreterin der Bikutsi-Musik gilt. Sie singt hauptsächlich in ihrer Muttersprache Eton.

## Leben
Nyolo wuchs als Tochter eines Diplomaten in einem Dorf in Kamerun und ab ihrem dreizehnten Lebensjahr in Paris auf. Seit 1982 war sie Backgroundsängerin in mehreren Bands, bis sie 1993 Mitglied der Band Zap Mama wurde. Ihre Solokarriere startete sie 1996 mit der Veröffentlichung ihres Albums Tribu. Eine Jury um Manu Katché zeichnete Tribu 1997 mit dem Prix Découverte des Rundfunksenders Radio France Internationale aus.

## Diskografie
- Tribu (1996)
- Multiculti (1998)
- Béti (2000)
- Zaïone (2002)
- Studio Cameroon (2006)
- Mémoire Du Monde (2007)
- La Nuit A Fébé (2011)
- Tiger Run (2014)